# Johann Gottfried Pahl

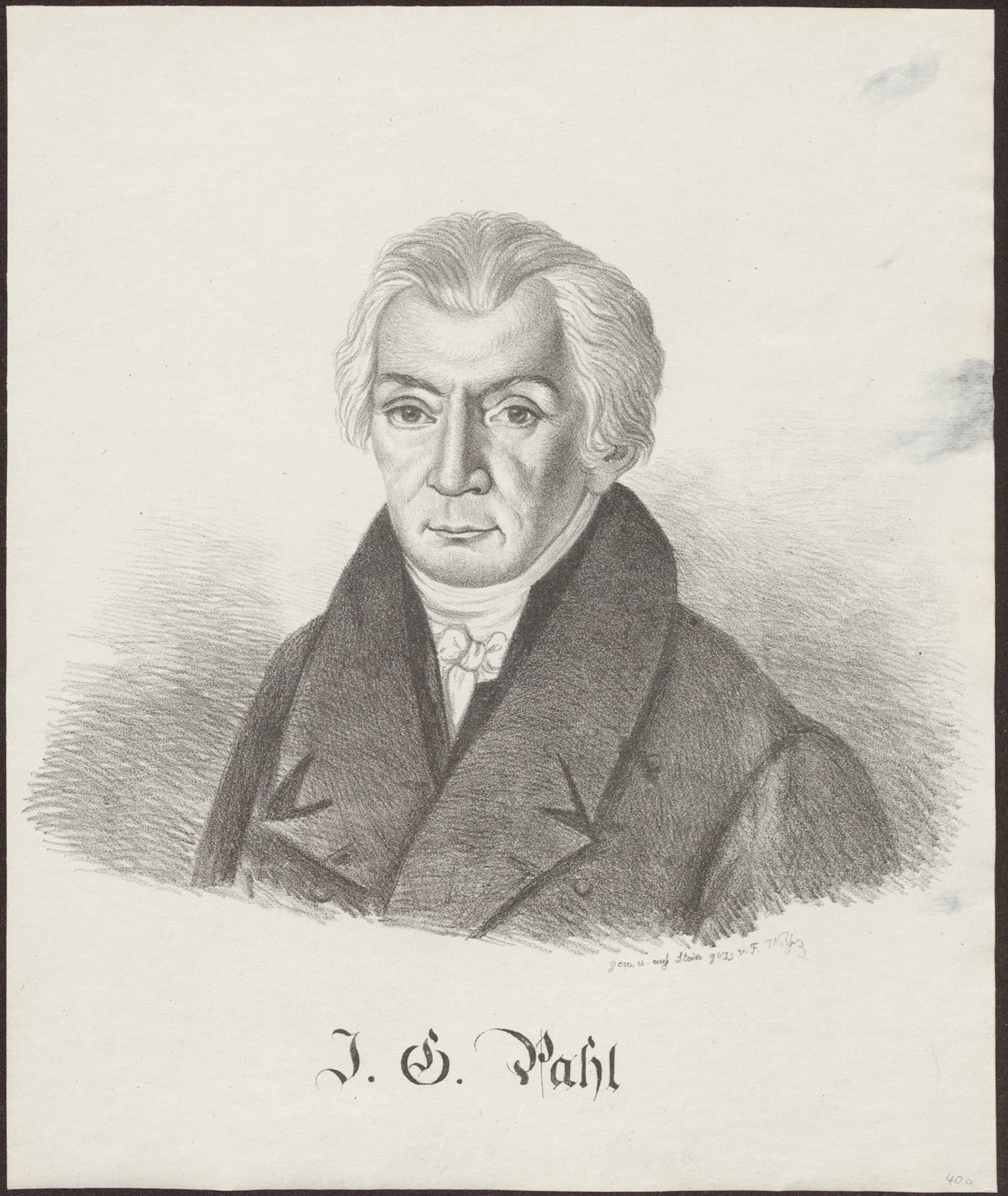
Porträt

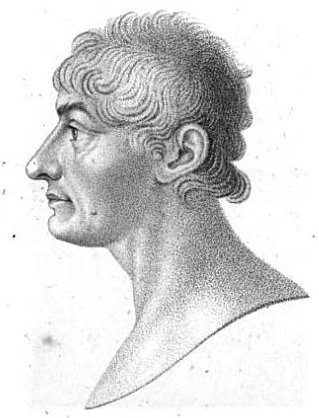
Porträt

Johann Gottfried Pahl – ab 1832 von Pahl – (* 12. Juni 1768 in Aalen; † 18. April 1839 in Stuttgart) war ein württembergischer Publizist und Schriftsteller, evangelischer Geistlicher, Historiker und Politiker. Er gilt als einer der bedeutendsten Autoren der Spätaufklärung in Württemberg.

## Leben
Der Sohn eines Lebküchners und verarmten Kaufmanns erhielt in Aalen unter dem Präzeptor Rieger einen gründlichen altsprachlichen Unterricht. Pahl studierte in Altdorf ab 1784 protestantische Theologie, verließ aber die Hochschule 1786 vorzeitig aus finanziellen Gründen und musste sich mit Pfarrvikariaten (in Fachsenfeld und Essingen) über Wasser halten. Inspiriert von dem Philosophen und katholischen Reformtheologen Jakob Salat und dem Schriftsteller Friedrich David Gräter in Schwäbisch Hall entfaltete er schon früh eine literarische Tätigkeit. Als Dorfpfarrer im ritterschaftlichen Neubronn (ab 1790) verfasste er zahlreiche Schriften, darunter auch die beiden Ritterromane Ulrich von Rosenstein (Basel 1795) und Bertha von Wöllstein (Nördlingen 1794).
1791 heiratete er in Aalen Ernestina Ehrhardt (1768–1850) aus Stuttgart, mit der er sechs Söhne und acht Töchter hatte, darunter Wilhelm Matthäus Pahl und Christian Pahl, beides Gymnasialrektoren. Die literarischen Werke Pahls sollten den Unterhalt für die rasch wachsende Familie sichern.
Pahl stand auf der Seite der Aufklärung. Seine in Heilbronn gedruckte Schrift Leben und Thaten des ehrwürdigen Paters Simpertus: oder Geschichte der Verfinsterung des Fürstenthums Strahlenberg ; zur Lehre und Warnung für Obskuranten und Aufklärer geschrieben / von dem Bruder Thomas, Pförtner an dem Jesuiter-Gymnasium zu Strahlenberg. - Madrit: Gedr. auf Kosten der Heil. Inquisition, 1799 widmete sich satirisch den antiaufklärerischen Bestrebungen an der Universität Dillingen. Aufgrund dieser Schrift geriet er 1800 ins Visier der österreichischen Geheimpolizei.
In der Maske des Schulmeisters Sebastian Käsbohrer von Ganslosen, der den Adel verteidigt, prangerte Pahl in den 1790er Jahren das Privilegienwesen des württembergischen Adels an. Mehrere umfangreiche zeitgeschichtliche Darstellungen galten den französischen Revolutionskriegen in Südwestdeutschland.
Ab 1801 ließ er bei dem Buchdrucker Johann Georg Ritter in der Reichsstadt Schwäbisch Gmünd eine politische Zeitschrift erscheinen, die National-Chronik der Teutschen (von 1807 bis 1809 unter dem Titel Chronik der Teutschen). Sie wurde 1809 von König Friedrich I. von Württemberg verboten. Eine Neue Nationalchronik der Teutschen. Eine politische Zeitschrift gab er von 1820 bis 1824 heraus.
Im gleichen Jahr 1801 wurde Pahl auch weltlicher Beamter zu Neubronn. In der Säkularisationszeit fungierte er als Regierungskommissar für Fürst Karl von Ligne, dem das Stift Edelstetten zugefallen war (1802–1804).
Sein 1802 in Nördlingen publizierter Roman Magister Ulrich Höllriegel wurde 1989 von Johannes Weber neu herausgegeben und als Quelle für die Affäre (1792/93) um den revolutionsbegeisterten politischen Klub am Tübinger Stift, dem Friedrich Hölderlin und Georg Wilhelm Friedrich Hegel angehörten, gewürdigt.
1807 wurde Pahl Ehrenmitglied des Pegnesischen Blumenordens. 1808 erhielt er die Pfarrstelle von Affalterbach, 1814 wechselte er nach Fichtenberg. 1824 wurde er zusätzlich Dekan von Gaildorf. 1832 wurde er zum Generalsuperintendenten von Schwäbisch Hall mit Sitz in Gaildorf ernannt. Er war damit nun Prälat und zugleich persönlich dem Adelsstand angehörig. Als Generalsuperintendent war er nach § 133 der Württembergischen Verfassung von 1819 auch Mitglied der Abgeordnetenkammer (zweiten Kammer) der württembergischen Stände. Das im Dezember 1831 durch Wahl für Göppingen errungene Mandat schlug er wegen seiner Ernennung zum Prälaten aus.
Pahl ist auf dem Hoppenlau-Friedhof Stuttgart begraben.
Nicht wenige seiner vielen Schriften (darunter über 50 selbständige Publikationen) erschienen anonym oder unter Pseudonym (Sebastian Käsbohrer, Alethinos, Athanasius Wurmsamen).

## Würdigung
„Man sah in ihm einen der tüchtigsten und gescheitesten Männer des Schwabenlandes“, schrieb 1962 sein Ururenkel Hermann Strenger.
Für Johannes Weber ergab sich bei der Betrachtung von Pahls Biographie und Schriften

„das Bild eines Ehrenmannes und schwäbischen Aufklärers, der zwar militanten politischen Haltungen – und erst recht abstrakt revolutionären Phrasen – abhold ist, doch mit Mut und Entschiedenheit die Prinzipien der Vernunft und der sozialen und politischen Gerechtigkeit gegen die 'Rückwärtserei ' des ancien régime und der Restauration verficht“

Johann Gottfried Pahl wurde 1836 mit dem Ritterkreuz des Ordens der württembergischen Krone ausgezeichnet.
An Pahl erinnert in seiner Heimatstadt Aalen eine nach ihm benannte Straße. Gleichwohl hat man es zugelassen, dass 1959 sein Geburtshaus, an dem sich eine Gedenktafel befand, abgerissen wurde.
In Fichtenberg gibt es ebenfalls eine Pahlstraße.